# Kuruş

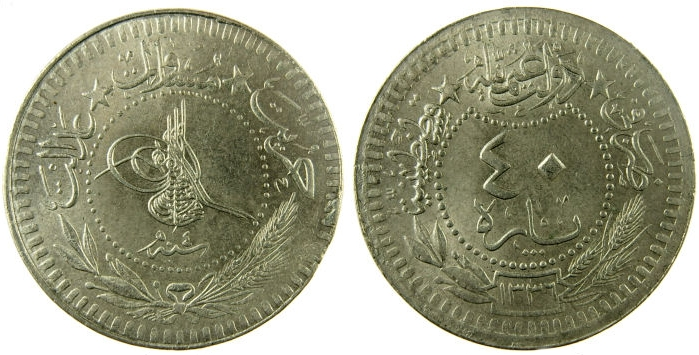
40 para (1 kuruş) z roku 1336

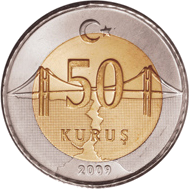
Současná mince 50 kuruş

Kuruş (vyslov kuruš, odvozeno z německého Groschen; v osmanské turečtině غروش gurûş) je dílčí jednotka turecké liry. Od roku 2005 je jedna lira rovna 100 kuruş.
Kuruş se začal razit v roce 1688. Původně to byla velká stříbrná mince, zhruba rovná francouzskému écu nebo španělskému dollaru. V 18. a počátkem 19. století došlo ke znehodnocení a snížení kvality mince - byla vyráběna z billonu (slitina stříbra a mědi) a vážila méně než 3 gramy.
Do roku 1844 byl kuruş standardní měnovou jednotkou Osmanské říše. Od roku 1844 až do pozdních 70. let 20. století byl dílčí jednotkou dřívější liry. Jeden kuruş měl hodnotu 40 para, jedna para měla hodnotu 3 akçe. V evropských jazycích byl kuruş často přejmenován na piastr (z italského piastra).